# 拉莱耶

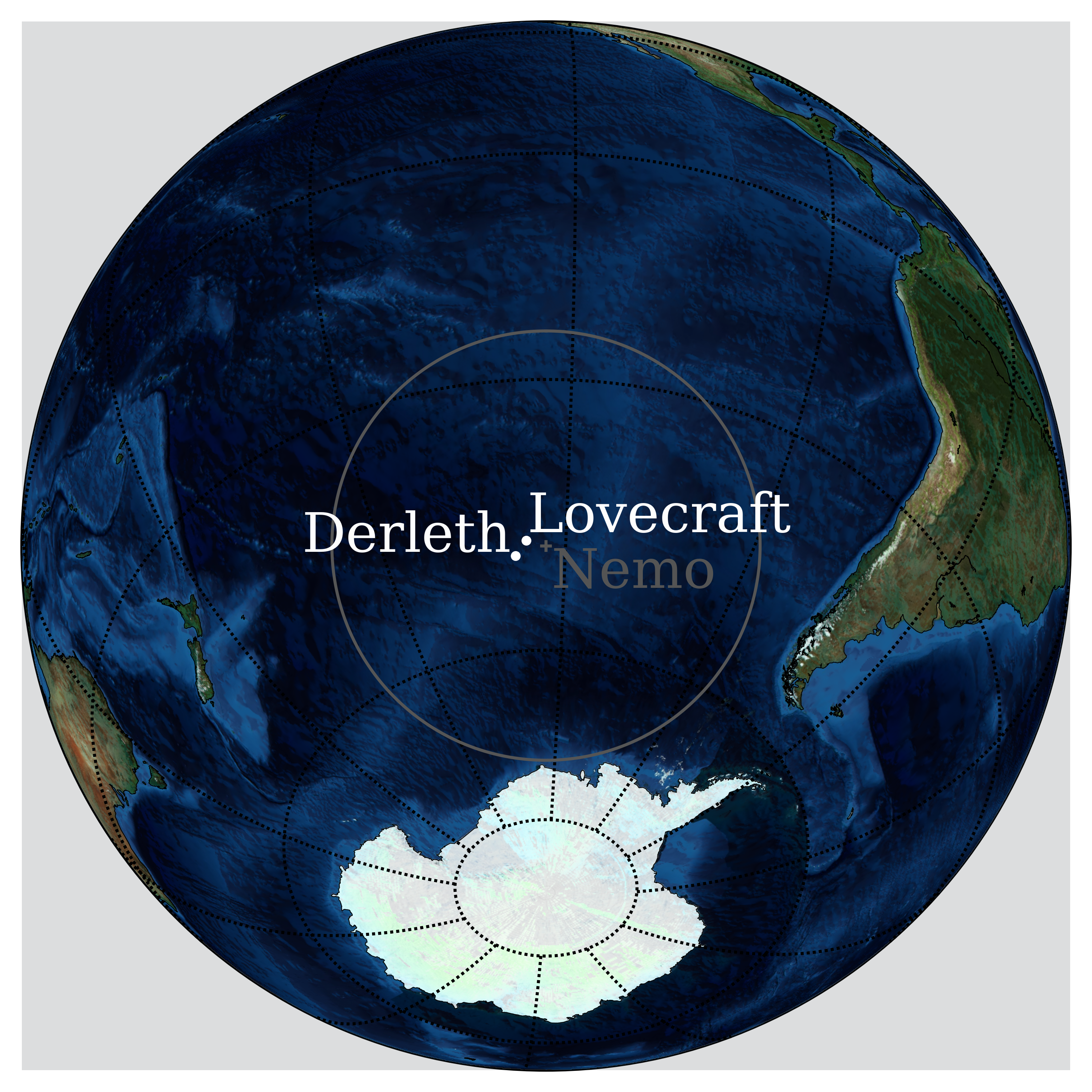
不同時期的作者指示拉萊耶在南太平洋的具體座標：洛夫克拉夫特的作品指為（標記為：Lovecraft）；而其後繼者德雷斯認為位於（標記為Derleth）。這兩個地點皆非常接近南太平洋的難抵極或「尼莫點」（標記為：Nemo），一個距離任何一塊土地皆最遠之處。

拉莱耶（英語：R'lyeh）是美國小說家霍华德·菲利普·洛夫克拉夫特在克苏鲁神话中虚构的一个已毁灭城市，最早出自洛夫克拉夫特于1926年发表的小说《克苏鲁的呼唤》。
一般读为Roo-lee-ah或Rill-AYE-eh。

## 拉莱耶的位置
拉莱耶位于南太平洋上，在洛夫克拉夫特的设定中位于南纬47°9′，西经126°43′，在奥古斯特·德雷斯的作品中則将拉莱耶的位置略改为南纬49°51′，西经128°34′。此地非常靠近尼莫點，离最近的城市5,100海里（9,500公里）远，快船大约10天可达。真實世界中，較靠近这一地区的陸地之一是波纳佩（Pohnpei，Ponape）岛，据此，后来克苏鲁神话中出现了魔法书《波纳佩圣典》（Ponape Scripture）。
在克苏鲁神话中，祭祀时最常用的词语是“Ph'nglui mglw'nafh Cthulhu R'lyeh wgah'nagl fhtagn!”，意即为“在拉莱耶的宅邸中，长眠的克苏鲁候汝入梦”。

## 拉莱耶的描述
拉莱耶是一座无比庞大的城市，全部沉在海底，只有一座巨石堡垒露出水面，克苏鲁就沉睡在那里。城市的构造与未来派艺术相仿，建筑物的结构都是反常的，与欧几里德几何学完全相悖。其前所未见的空间结构和维度尺寸，会使人产生强烈的厌恶感。这些建筑由巨大的、大到不可能来自地球的绿色石材建造，还有高到令人目眩的巨石雕刻，宏伟的石像和华丽的浮雕；整个城市散发出强烈的不洁气息。
在小说《克苏鲁的呼唤》中，对拉莱耶的描述是：
|  | 他们在南纬47°9'、西经126°43'见到一座突出海面的巨大石柱，接着映入他们眼帘的是一条由淤泥、湿地、生满苔藓的巨大石块组成的海岸线。这种石块和建造拉莱耶的石材完全一样。哦，拉莱耶——噩梦之躯、恐怖的极至，无数世纪之前，它那脱胎自黑暗群星的巨大可怖的形体就建造出来了。强大的克苏鲁和它的眷族就居于此处，隐藏在满布青苔的湿滑地穴中。 （中略） 这里完全没有供人攀登的阶梯，不断有瘴气从这片海水所浸透的扭曲建筑群中升起，在它的折射下，连太阳都显得如此扭曲。四周的石块初看起来似乎是凸面，但再看上一眼却会觉得它其实是凹下去的；而石头上那些扭曲莫测的棱角更仿佛隐藏着险恶的威胁和焦躁的情绪。 |

## 登场作品

#### 克蘇魯神話系統的作品
- 《克苏鲁的呼唤》·霍华德·菲利普斯·洛夫克拉夫特著
- 《克蘇魯之路》·奧古斯特·德雷斯著
- 《阿爾哈茲萊德的油燈》·洛夫克拉夫特與德雷斯著
- 《阿卡姆計畫》·羅伯特·布洛克著

#### 其他出現拉莱耶的作品
- 《妖神グルメ》·菊地秀行著
- 《超人力霸王迪卡》
- 《斬魔大聖Demonbane》
- 《PSYCHO STAFF》·水上悟志
- 《襲來！美少女邪神》·逢空万太
- 《來自拉莱耶的少女》·道満晴明

## 关联项目
- 《拉莱耶文本》（The R'lyeh Text）
- 海洋怪聲
- 珊迪島